# Youthful days
『youthful days』（ユースフル・デイズ）は、日本のバンド・Mr.Childrenの21枚目のシングルである。2001年11月7日にトイズファクトリーより発売された。

## 概要
前作から約2か月半ぶりと比較的短期間で発売されたシングル。アートディレクターは信藤三雄。

## チャート成績
初週35.3万枚を売り上げ初登場1位を獲得。累計売上は前作を大幅に上回り、オリコンチャートで、累計売上69.9万枚を記録した。
集計期間の関係から、オリコンチャートでは2001年度と2002年度にまたがってチャートインした。

## 収録曲
| 全作詞・作曲: 桜井和寿、全編曲: 小林武史 & Mr.Children。 |                   |          |            |      |
| #                                                        | タイトル          | 作詞     | 作曲・編曲 | 時間 |
| 1.                                                       | 「youthful days」 | 桜井和寿 | 桜井和寿   | 5:19 |
| 2.                                                       | 「Drawing」       | 桜井和寿 | 桜井和寿   | 5:43 |
| 合計時間:                                                | 合計時間:         | 11:02    |            |      |

## 楽曲解説
1. youthful days
  - フジテレビ系ドラマ『アンティーク 〜西洋骨董洋菓子店〜』主題歌。
  - 2012年4月から放送されたキリンビバレッジ『大人のキリンレモン』CMソングとしても起用された。
  - 仮タイトルは「水たまりとサボテン」。
  - ドラマ『アンティーク〜西洋骨董洋菓子店〜』は主題歌のみならず、Mr.Childrenのシングル、アルバム曲が挿入歌として使用されたり、放送当時はまだ未発表曲であった「君が好き」がエンディングテーマとして使用されるなど、ドラマ内で使用されている音楽が全てMr.Childrenの楽曲だった。ドラマの主題歌に起用されたのは楽曲完成後であり、いくつか用意されていた曲から一番相応しい本曲が起用された。
  - シングル発売の1年程前から既に本曲は完成していたものの、サビの部分のメロディーがスピッツのとある楽曲と酷似していたために、2週間後に書き直されている[1]。
  - 歌詞は金城一紀の小説『GO』を読んだ桜井和寿が物語に登場する主人公とヒロインをイメージして書いたもの。
  - 2番の歌詞は、桜井が親戚の家にあげたサボテンに花が咲いたことを知らされ、翌日見に行ったところ「昨日しぼんでしまった」と告げられたという実話から来たもの[2]。
  - イントロとアウトロのギターソロは桜井が弾いているが、ライブではハンドマイクで歌唱しているため、ギターソロは田原健一が弾いている。また、ライブでは前奏が追加されることが多い。
  - この曲からミュージック・ビデオの監督に丹下紘希を起用することが多くなった。2012年5月10日発売の『Mr.Children 2001-2005 <micro>』の初回限定盤、2018年3月21日発売の『Mr.Children DOME & STADIUM TOUR 2017 Thanksgiving 25』に収録されている。因みにこのミュージック・ビデオは、『SPACE SHOWER Music Video Awards 02』で「BEST GROUP VIDEO」を受賞した。
2. Drawing
  - 2003年に放送された日本テレビ系列ドラマ『幸福の王子』主題歌。発売からおよそ2年後に主題歌として起用される形となった。
  - 歌詞は、ライブ前に桜井が福岡県の那珂川の川の土手にあった画廊で購入した絵を見て「うまく絵が描けたらなあ」と思ったことにより作られた。メロディはマンションにて桜井が妻と花火を観ようとしている時にふと思いついたもの。
  - レベッカの楽曲である「Maybe Tomorrow」をイメージして作られた楽曲とのこと[1]。
  - ベストアルバムである『Mr.Children 2001-2005 <micro>』にも収録されている。
  - 2021年12月24日に1週間限定でMr.ChildrenのYoutube公式チャンネルで公開された『誰も得しないラジオ(仮)SP』にて本曲のスタジオライブ映像が公開された[3]。

## テレビ出演
| 番組名                   | 日付           | 放送局     | 演奏曲                                   |
| ------------------------ | -------------- | ---------- | ---------------------------------------- |
| COUNT DOWN TV            | 2001年11月17日 | TBS        | youthful days                            |
| HEY!HEY!HEY! MUSIC CHAMP | 2001年11月19日 | フジテレビ | youthful days                            |
| ミュージックステーション | 2001年12月28日 | テレビ朝日 | youthful days 君が好き                   |
| ミュージック・カクテル   | 2002年5月2日   | NHK総合    | youthful days 優しい歌                   |
| ミュージックステーション | 2002年5月10日  | テレビ朝日 | youthful days 蘇生                       |
| 僕らの音楽               | 2012年5月11日  | フジテレビ | 名もなき詩 youthful days 祈り ～涙の軌道 |

## ライブ映像作品
youthful days
| 作品名                                                   |
| -------------------------------------------------------- |
| wonederful world on DEC 21                               |
| Mr.Children Tour 2004 シフクノオト                       |
| Mr.Children "HOME" TOUR 2007                             |
| Mr.Children Tour 2009 〜終末のコンフィデンスソングス〜   |
| ap bank fes '11 Fund for Japan                           |
| MR.CHILDREN TOUR POPSAURUS 2012                          |
| Mr.Children 30th Anniversary Tour 半世紀へのエントランス |

Drawing
| 作品名                                                           |
| ---------------------------------------------------------------- |
| wonederful world on DEC 21                                       |
| Mr.Children DOME TOUR 2009 〜SUPERMARKET FANTASY〜 IN TOKYO DOME |

## 収録アルバム
- 『IT'S A WONDERFUL WORLD』 (#1,#2)
- 『Mr.Children 2001-2005 <micro>』 (#1,#2)
- 『Mr.Children 1992-2002 Thanksgiving 25』 (#1)
- 『Mr.Children 2015-2021 & NOW』（#1）(Liveバージョン)